# 박종진 라이브쇼
《박종진 라이브쇼》는 TV조선에서 평일 저녁 6시 30분에 방송된 텔레비전 프로그램이다.

## MC
- 박종진

## 동시간대 경쟁 프로그램
- 6시 내고향 (KBS 1TV)
- 생방송 투데이 (SBS)
- 생방송 오늘 저녁 (MBC)
- MBN 뉴스와이드 (MBN)
- 2TV 생생정보 (KBS 2TV)